# Vozera Tjarapetskaje
Vozera Tjarapetskaje (vitryska: Возера Чарапецкае, ryska: Озеро Черепитское) är en sjö i Belarus. Den ligger i den norra delen av landet, 240 km norr om huvudstaden Minsk. Vozera Tjarapetskaje ligger 136 meter över havet. Arean är 1,1 kvadratkilometer. Den ligger vid sjön Vozera Valkoŭskaje. Den sträcker sig 0,8 kilometer i nord-sydlig riktning, och 3,1 kilometer i öst-västlig riktning.
I omgivningarna runt Vozera Tjarapetskaje växer i huvudsak blandskog. Runt Vozera Tjarapetskaje är det mycket glesbefolkat, med 7 invånare per kvadratkilometer.